# RWD–14 Czapla
Az RWD–14 Czapla (magyarul: gém) lengyel közelfelderítő és futárrepülőgép volt, melyet az 1930-as évek közepén fejlesztett ki az RWD tervezőcsoport, a sorozatgyártása pedig 1938-tól folyt a Lublini Repülőgépgyárban (LWS). Összesen 65 sorozatgyártású példány készült. A gépeket a lengyelországi hadjárat idején főként a Lengyel Légierő közelfelderítő egységei használták. A légierőnél a  gyártó jelzése után LWS Czapla néven használták.

## Története
A repülőgépet a Lengyel Légierő 1933-as pályázata nyomán fejlesztették ki.  A légierő az elavult, 1932-ben szolgálatba állított Lublin R–XIII-as felderítő repülőgépek leváltására hirdetett meg pályázatot. Erre a DWL repülőgépgyárban működő RWD tervezőcsoport először az RWD–12 tervét készítette el, amely az RWD–8 gyakorló repülőgépen alapult, 122 kW-os Wright Whirlwind motorral felszerelve. A pályázaton a Lublini Repülőgépgyár (LWS) Lublin R–XXI-es gépével, valamint a Podlasiei Repülőgépgyár (PWS) két tervével (PWS U–6 és PWS U–7) szemben az RWD–12 nyerte a pályázatot. A tervvel azonban a hadsereg nem volt elégedett és a védelmi minisztérium egy 400–500 LE teljesítményű motor használatát írta elő. Ezért helyette az RWD csoport Stanislaw Rogalski és Jerzy Drzewiecki vezetésével kidolgozta az RWD–14-t.
Az RWD–14 első, 294 kW (400 LE) maximális teljesítményű Pratt&Whitney Wasp Junior motorral felszerelt prototípusa 1935 decemberében hajtotta végre az első felszállást Aleksandr Onoszko berepülőpilótával a fedélzetén. A géppel 1935–1936 telén végeztek próbarepüléseket, de a gép teljesítménye elmaradt az elvárásoktól (alacsony sebesség, túl szűk nyomtávú főfutó, üzemanyagtartály nehéz megközelíthetősége). A szükséges módosítások nagy száma miatt további prototípusok megépítése mellett döntöttek.
1936 közepén kezdték el a második prototípus építését. Ebbe már a hazai licencgyártásra tervezett Škoda Mors csillagmotor G–1620A Mors I jelű, 250 kW (340 LE) felszálló teljesítményű változatát szerelték. A törzs rácsszerkezetét nagyobb szilárdságú króm-molibdén acélötvözetből készítették, ami kisebb szerkezeti tömeget eredményezett. Az RWD–14/II, vagy RWD–14a jelű második prototípus 1937 januárjában repült először. A géppel intenzív próbarepülések kezdődtek, melyek során zuhanórepülésben elérték vele a 350 km/h-s maximális sebességet is. Egy ilyen repülés során 1937 áprilisában a szárny megrongálódott és levált a gépről. A berepülőpilóta ejtőernyővel földet ért, de a gép megsemmisült.
A második prototípus elvesztése miatt 1937. július 3-án elkezdték el egy harmadik prototípus (RWD–14/III) megépítését. A törzs és a szárnyak már augusztusban elkészültek, de az egész gépet csak 1938 januárjára fejezték be. Ez volt az első olyan prototípus, amelyet fegyverzettel is elláttak. A gép a második prototípushoz hasonlóan zuhanórepülésben balesetet szenvedett a törzs rácsszerkezetének deformálódása miatt.
A harmadik prototípus balesete után, 1938 júliusára elkészítették a negyedik prototípust (RWD–14/IV, vagy RWD–14b) is, melybe már a Lengyelországban, a Škoda Lengyelországi Üzemei (PZŠ, Polskie Zakłady Škody) által előállított, 309 kW (420 LE) maximális teljesítményű Škoda G–1620 Mors II csillagmotort építették. A sikeres berepülések után végül a Lengyel Légierő megrendelte és rendszeresítette a típust. A fejlesztési költségekhez nyújtott hozzájárulásért a DWL a gyártási jogot átadta a Lublini Repülőgépgyárnak. Az LWS 1939 februárjáig legyártotta a megrendelt 65 darab gépet, darabonként 85 ezer złotyért (fegyverzet nélkül).

## Alkalmazása

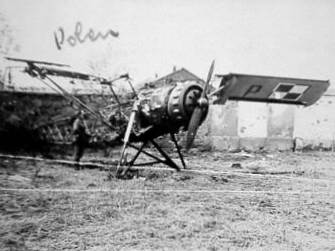
A lengyelországi hadjáratban megrongálódott LWS Czapla 1939 szeptemberében

Az RWD–14-t 1939 tavaszán állították szolgálatba a Lengyel Légierőnél LWD Czapla néven.  A szolgálatba állított 35 gép hét század, a 13., 23., 33., 53. és a 63. közelfelderítő század között oszlott meg, mindegyik század öt-öt géppel rendelkezett. A további megépített 30 gép egy része a deblini repülőiskolában állomásozott, egy részük tartalékba került.
A hosszúra nyúlt fejlesztési idő miatt a szolgálatba állítása idejére azonban az RWD–14 már elavult gépnek számított, amely csak alig múlta felül az egy évtizeddel korábbi Lublin R–XIII-as gépeket. Eredetileg csak átmeneti típusnak szánták az utódjának szánt LWS–3 Mewa hadrendbe állításáig. Ez azonban a háború kitörése miatt már nem történt meg, így a Czaplákra fontos szerep hárult a lengyelországi hadjáratban.
A lengyelországi hadjárat alatt összesen 49 gép volt használatban, a közelfelderítő századok állományába tartozó 35 darab mellé további 14 darabot vettek használatba a tartalék gépek közül. Ezek közül kettő a Vezérkart kiszolgáló századba volt beosztva és a motokówi repülőtéren állomásozott. További két gép a varsói páncélos dandár állományába tartozott.
A Czapla teljesítménye és repülési jellemzői messze elmaradtak a német oldalon bevetett repülőgépek mögött. Ennek ellenére aktívan használták a gépeket közelfelderítő és futárfeladatokra. A meglévő technológiai különbségek miatt súlyos veszteségeket szenvedtek, a használatban álló gépek közül 35 db megsemmisült a harcokban. 14 gépnek sikerült Romániába repülni. Ezeket a gépeket Románia internálta, majd a Román Légierő vette őket használatba és futár, valamint kisegítő feladatokra használták. A Lengyelországban maradt gépek közül több német és szovjet kézbe került, de sem Németországban, sem a Szovjetunióban nem vették használatba őket.
A háborút egyetlen gép sem élte túl, nem maradt fenn belőle egyetlen példány sem.

## Jellemzői
Vegyes (fém- és fa) építésű, hagyományos aerodinamikai elrendezésű repülőgép. Felsőszárnyas elrendezésű, merevített szárnyakkal. A szárny dúcokkal és baldachinnal csatlakozott a törzshöz. A szárny fából készült. Téglalap alakú, kétfőtartós. Az orr részen rétegeslemez borítású, a több felület vászonborítású. Tároláshoz és szállításhoz a szárnyak hátrahajthatók a törzs mellé, így a gép szélessége csak 3,9 m volt. A szárny teljes terjedtségében kinyitható orrsegédszárny húzódott végig, amely a gép számára kedvező rövid fel- és leszállási jellemzőket biztosított. A vezérsíkok szintén fából készültek. A törzs vegyes, fa- és fémszerkezetű. Futóműve hárompontos, hagyományos, hátul farokkerékkel.
A törzsben két, egymás mögötti elrendezésű nyitott pilótafülkét alakítottak ki. Mindkét ülés előtt szélvédő kapott helyet, valamint mindkét helyen teljes értékű műszerezettség és kezelőszervek álltak rendelkezésre. A pilóta az elülső, a megfigyelő a hátsó ülésben foglalt helyet.
Az LWS Czapla az 1930-as évek végére már elavult konstrukciójú és gyenge fegyverzetű repülőgépnek számított. Repülési paraméterei korának gépeire jellemző értékek mögött voltak. Üzemeltetése szempontjából előnyös tulajdonságai közé tartozott a tábori repülőterekről történő használhatósága, valamint a rövid fel- és leszállási úthossz.
A sorozatgyártású gépekben a 350 kW (470 LE) felszálló teljesítményű, kilenchengeres, léghűtéses, benzinüzemű, PZL G–16201B Mors II csillagmotort építették, amely a Skoda Mors motor lengyel licencgyártású változata volt. A motor kéttollú fa légcsavart hajtott. A motor körül áramvonalazó Townend-gyűrűt helyeztek el. A 315 literes üzemanyagtartály a törzsben kapott helyet, és vészhelyzetben kioldható és kidobható volt. A gépet N2L/T rádióval és fényképezőgéppel is fel lehetett szerelni.
Fegyverzetét egy darab, előre néző, rögzített 7,92 mm-es wz.33 típusú, légcsavarkörön keresztül tüzelő géppuska, valamint a megfigyelőnél mozgatható állványra épített, a hátsó légtér védelmére szolgáló  1 db 7,7 mm-es Vickers K géppuska képezte. Bombazárral nem szerelték fel, így bombavetésre nem volt alkalmas. A megfigyelő kabinjában egy Perkun gyártmányú, wz.24. típusú jelzőrakéta-pisztolyt is elhelyeztek.

## Műszaki adatok

### Geometriai méretek és tömegadatok
- Hossz: 9,0 m
- Fesztáv: 11,90 m
- Magasság: 3,0 m
- Szárnyfelület: 22,00 m²
- Üres tömeg: 1225 kg
- Felszálló tömeg: 1700 kg
- Hasznos teher: 475 kg

### Motor
- Száma: 1 db
- Típusa: PZL G–1620B Mors II kilenchengeres léghűtéses, benzinüzemű csillagmotor
- Felszálló teljesítmény: 350 kW (470 LE)

### Repülési jellemzők
- Utazósebesség: 232 km/h
- Legnagyobb sebesség: 247 km/h
- Átesési sebesség: 80 km/h
- Hatótávolság: 675 km
- Legnagyobb repülési magasság: 5100 m
- Emelkedőképesség: 6,1 m/s
- Szárny felületi terhelése: 77 kg/m²
- Felszállási úthossz: 140 m
- Leszállási úthossz: 120 m